# Observatório Social do Brasil
Observatório Social ou Observatório Social do Brasil (OSB) é uma rede de instituições sociais não governamental do Brasil. É formada por voluntários focados na justiça social e gestão pública. Em 2003, ganhou o Prêmio ExxonMobil de Jornalismo, o Esso de Informação Científica, Tecnológica e Ecológica, concedido a Marques Casara, pela obra "Amazônia Brasileira".